# كارول عمون
كارول عمون(ولدت في بيروت، 1979) هي كاتبة وممثلة لبنانية، مثلت في العديد من المسرحيات والأفلام باللغات الفرنسية والإنجليزية والعربية.

## الأفلام
- 2012 :بيروت بالليل (فيلم)-دانيال عربيد
- 2007 :الرجل المفقود

## روابط خارجية
- Carole Ammoun